# With Roots Above and Branches Below
With Roots Above And Branches Below est le troisième album studio du groupe de christiancore The Devil Wears Prada, sorti le 5 mai 2009.

## Liste des morceaux
1. Sassafrass - 3.15
2. I Hate Buffering -  3.05
3. Assistant to the Regional Manager -  3.37
4. Dez Moines -  4.04
5. Big Wiggly Style - 4.13
6. Danger:Wildman -  4.02
7. Ben Has A Kid -  3.57
8. Wapakalypse -  3.44
9. Gimme Half -  4.22
10. Louder than Thunder -  2.38
11. Lord Xenu -  3.26

## Musiciens
- Mike Hranica -  chant "scream"
- Jeremy DePoyster – guitare rythmique, chant clair
- Chris Rubey - guitare
- James Baney – clavier, piano
- Andy Trick – basse
- Daniel Williams – batterie

## Ventes de l'album
| Chart (2009)              | Position |
| ------------------------- | -------- |
| US Billboard 200          | 11       |
| US Top Christian Albums   | 1        |
| US Top Hard Rock Albums   | 1        |
| US Top Independent Albums | 1        |